# Więcławice (województwo mazowieckie)
Więcławice – wieś sołecka w Polsce położona w województwie mazowieckim, w powiecie płockim, w gminie Brudzeń Duży.
W latach 1975–1998 miejscowość należała administracyjnie do województwa płockiego.

## Transport
Przez centrum wsi przebiega droga wojewódzka nr 562 łącząca Szpetal Górny z Płockiem.